# Thapsia (planta)
}}
- Commons
- Wikispecies

Thapsia L. é um género botânico pertencente à família Apiaceae.

## Sinonímia
- Kenopleurum Candargy

## Espécies
- Thapsia garganica L.
- Thapsia trifoliata L.
- Thapsia villosa L.
- «Lista completa»

## Classificação do gênero
| Sistema | Classificação                    | Referência               |
| ------- | -------------------------------- | ------------------------ |
| Linné   | Classe Pentandria, ordem Digynia | Species plantarum (1753) |